# Asteron grayi
Asteron grayi är en spindelart som beskrevs av Rudy Jocqué och Baehr 200. Asteron grayi ingår i släktet Asteron och familjen Zodariidae.
Artens utbredningsområde är New South Wales. Inga underarter finns listade.